# 掛須秀一
掛須 秀一（かけす しゅういち、1957年1月1日 - ）は、日本の編集技師。千葉県勝浦市出身。ジェイフィルム社代表。横浜放送映画専門学院（現・日本映画大学）第一期卒業。同期に録音技師の土屋和之、撮影技師の田中一成がいる。

## 略歴
岡安プロモーションで編集技師として岡安肇に師事したのち、個人編集室「掛須編集室」を経て、葦プロダクションより独立した辺見俊夫と共にジェイフィルムを設立。
1994年に、コンピューターを使った「ノンリニア編集」に映画業界としては初めて着手。その後、同システムで数々の作品を手がける。1996年には、朝日デジタルエンターテイメント大賞シアター部門/個人賞を受賞した。

## 参加作品
※特筆のないものは編集としての参加

### 映画
1977年
- 白い沈黙

1983年
- 無辜なる海 1982・水俣

1987年
- ゴンドラ

1990年
- ガクの冒険

1991年
- うみ・そら・さんごのいいつたえ

1992年
- 爆! BAKU

1994年
- undo（ポストプロデューサー）
- オートバイ少女（ポストプロデューサー）
- N。45
- エレファントソング（プロデューサー）
- オートバイ少女（仕上げコーディネーター）
- 突然炎のごとく
- ナチュラル・ウーマン
- パイパティローマ
- よい子と遊ぼう

1995年
- 天使のわけまえ
- BeRLiN
- ふうせん2

1996年
- 宇宙貨物船レムナント6
- 7月7日、晴れ
- 女優霊
- Helpless
- PiCNiC
- Mogura
- ユーリ

1997年
- 秋桜
- いさなのうみ
- OPEN HOUSE
- しずかなあやしい午後に
- ポストマン・ブルース
- MISTY（ポストプロデューサー）
- 萌の朱雀
- 林檎のうさぎ

1998年
- アートフル・ドヂャース
- OPEN HOUSE
- 四月物語（ポストプロデューサー）
- ジャンク・フード
- ポッキー坂恋物語 かわいいひと
- もう、ひとりじゃない
- リング（ポストプロ・スーパーバイザイ）

1999年
- 豚の報い
- BLOOD
- BLOOD 狼血（ポストプロデューサー）
- 報復
- 港のロキシー
- M/OTHER
- ワンダフルライフ

2000年
- 五条霊戦記 GOJOE
- 独立少年合唱団
- 守ってあげたい!
- 楽園

2001年
- VERSUS
- エコエコアザラク
- EAT&RUN
- ELECTRIC DRAGON 80000V
- クロエ
- ココニイルコト
- とらばいゆ
- 人間の屑
- ほとけ
- まぶだち
- RESET リセット

2002年
- ALIVE アライヴ
- 荒神
- UNloved
- 地獄甲子園
- Jam Films the messenger -弔いは夜の果てで-
- 白い船
- フィラメント
- 目下の恋人

2003年
- Summer Nude（制作）
- 13階段
- スカイハイ
- Bird's Eye バーズ・アイ

2004年
- お友達になりたい（プロデューサー）
- 完全なる飼育 赤い殺意
- ゴジラ FINAL WARS
- 約三十の嘘

2005年
- あずみ2 Death or Love
- 苺の破片 イチゴノカケラ
- インディアン・サマー
- 青空のゆくえ
- NANA
- HEVEN SENT

2006年
- 東京大学物語
- NANA2
- HAZARD
- Fire!
- BLACK NIGHT ブラックナイト 第二夜 闇
- ミラクルバナナ
- 夜のピクニック
- ラブ★コン

2007年
- 口裂け女
- クローズZERO
- 1303号室

2008年
- 天国はまだ遠く
- ハンサム★スーツ
- 僕の彼女はサイボーグ

2009年
- クローズZERO II
- 少年メリケンサック
- TAJOMARU
- ヘブンズ・ドア（協力）

2010年
- キャタピラー
- シュアリー・サムデイ

2013年
- さよならドビュッシー
- じんじん
- 遠くでずっとそばにいる

2014年
- ルパン三世

### オリジナルビデオ
1996年
- GO CRAZY 銃弾を駆け抜けろ!

1999年
- 熱血! 二代目商店街

2000年
- 東京爆弾

### テレビドラマ
1992年
- 来たことあるはじめての道
- TOKYO BLOOD

1993年
- 殺し屋アミ
- 月はどっちに出ている
- ナースコール

2012年
- あのひとあの日

### Webドラマ
2003年
- Short Cakes（プロデューサー）

### テレビアニメ
1978年
- 大雪山の勇者 牙王

1979年
- がんばれ! ぼくらのヒット・エンド・ラン
- トンデモネズミ大活躍[1]

1981年
- 宇宙伝説ユリシーズ31
- おはよう!スパンク
- じゃりン子チエ

1986年
- Oh!ファミリー
- 銀河探査2100年 ボーダープラネット

1987年
- きまぐれオレンジ☆ロード

1988年
- 燃える!お兄さん

1989年
- 小松左京アニメ劇場

2004年
- サムライチャンプルー

### OVA
1984年
- BIRTH

1985年
- 幻夢戦記レダ
- ラブ・ポジション ハレー伝説[2]
- 夢次元ハンターファンドラ

1986年
- 県立地球防衛軍
- 那由他
- 魔物語 愛しのベティ
- 山太郎かえる

1987年
- デジタル・デビル物語 女神転生
- TWD EXPRESS ROLLING TAKEOFF
- マップス 伝説のさまよえる星人たち
- 魔龍戦紀

1988年
- 恐怖のバイオ人間 最終教師
- 冥王計画ゼオライマー
- ワット・ポーとぼくらのお話
- 機甲猟兵メロウリンク

1989年
- いしいひさいちのナンダカンダ劇場1 これが噂の地底人 とにかく上が悪いんや!!
- 緑山高校

1990年
- ガッデム
- THE八犬伝
- SOL BIANCA
- 緑野原迷宮

1991年
- がんばれゴエモン 次元城の悪夢
- 創竜伝
- DETONATORオーガン

1992年
- 紅いハヤテ
- 幻想叙譚エルシア
- 電影少女 -VIDEO GIRL AI-

1993年
- 雲界の迷宮ZEGUY
- 今日から俺は!!

1994年
- 爆炎CAMPUSガードレス
- マクロスプラス

### 劇場アニメ
1979年
- 野球狂の詩 北の狼南の虎

1980年
- 母をたずねて三千里 劇場版

1985年
- おんぼろフィルム

1986年
- ウインダリア
- ザ・ヒューマノイド 哀の惑星レザリア
- 名探偵ホームズ ミセス・ハドソン人質事件の巻/ドーバー海峡の大空中戦の巻

1987年
- ダーティペア

1988年
- きまぐれオレンジロード あの日にかえりたい

1989年
- アニメ三銃士 アラミスの冒険
- 妖刀伝 劇場版

1990年
- 「エイジ」
- クロがいた夏
- 緑山高校 甲子園編

1992年
- サイレントメビウス2

1993年
- 機動警察パトレイバー 2 the Movie

1995年
- GHOST IN THE SHELL / 攻殻機動隊
- マクロスプラス MOVIE EDITION

1996年
- 新きまぐれオレンジ☆ロード capricious orange road そして、あの夏のはじまり

1997年
- GHOST IN THE SHELL / 攻殻機動隊 インターナショナル・ヴァージョン

1999年
- アキハバラ電脳組 2011年の夏休み
- 劇場版 天地無用! in LOVE2 遙かなる想い

2000年
- A・LI・CE
- 人狼 JIN-ROH

2001年
- 頭文字D Third Stage -INITIAL D THE MOVIE-
- カウボーイビバップ 天国の扉
- シェンムー ザ・ムービー

2002年
- パルムの樹

2008年
- GHOST IN THE SHELL / 攻殻機動隊

2010年
- いばらの王 -King of Thorn-